# Ezzard Charles
Ezzard Charles (Lawrenceville, Geórgia, 7 de julho de 1921 – Chicago, 28 de maio de 1975), foi um pugilista campeão mundial dos pesos pesados de 1949 a 1951.
Apelidado de "Cincinnati Cobra", sua ascensão ao campeonato pesado começou com a sua vitória em uma partida de 15 rounds contra Jersey Joe Walcott em 1949. Ezzard Charles derrotou Walcott para ganhar o Campeonato Nacional de Boxe Association. Em 1950, Charles derrotou Joe Louis para ganhar o campeonato mundial dos pesos pesados, que ocupou até 1951, quando Walcott derrotou Charles em um re-match.
Considerado um dos melhores pugilistas da década de 1940 e 50, Ezzard Charles ganhou 96 de 122 episódios. Ele venceu 59 dessas partidas por nocaute. Charles foi diagnosticado com esclerose lateral amiotrófica, também conhecida como doença de Lou Gehrig, em 1966. Ele morreu em 1975, em Chicago.